# Ludwig von Hagn

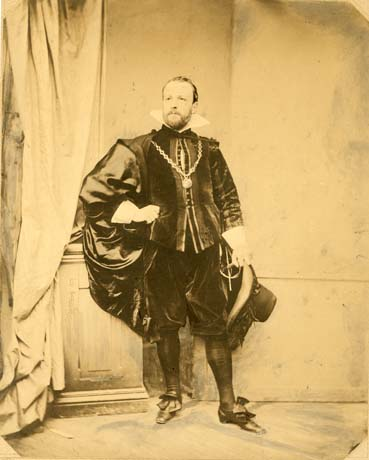
Ludwig von Hagn.

Ludwig von Hagn, född den 23 november 1820 i München, död där den 15 januari 1898, var en tysk målare, bror till Charlotte von Hagn.
von Hagn blev lärjunge vid akademien i München 1841, begav sig 1847 till Antwerpen, där han studerade under Wappers och de Block, vistades sedan i Bryssel och reste 1851 till Berlin. Åren 1853-1855 levde han i Paris (från denna tid är bondegenren I ladan, 1854, Nya pinakoteket, München) och 1863-1865 i Italien samt bosatte sig sedan åter i München, av vars akademi han 1867 blev ledamot. 
von Hagns bilder, vilka oftast hämtar sina ämnen från 1600- och 1700-talen, beröms för fin karakteristik. Bland hans arbeten kan nämnas Förlustelse i parken (1859, i Nya pinakoteket i München), Romerskt bibliotek (1869; flera gånger reproducerad), Duell mellan kavaljerer under 1600-talet, Konversation (i orangeriet i Potsdam), två romerska parkscener (i Schackgalleriet, München) och Marienplatz i München med procession från 1600-talet (väggmålning i rådhusets festsal, 1884).

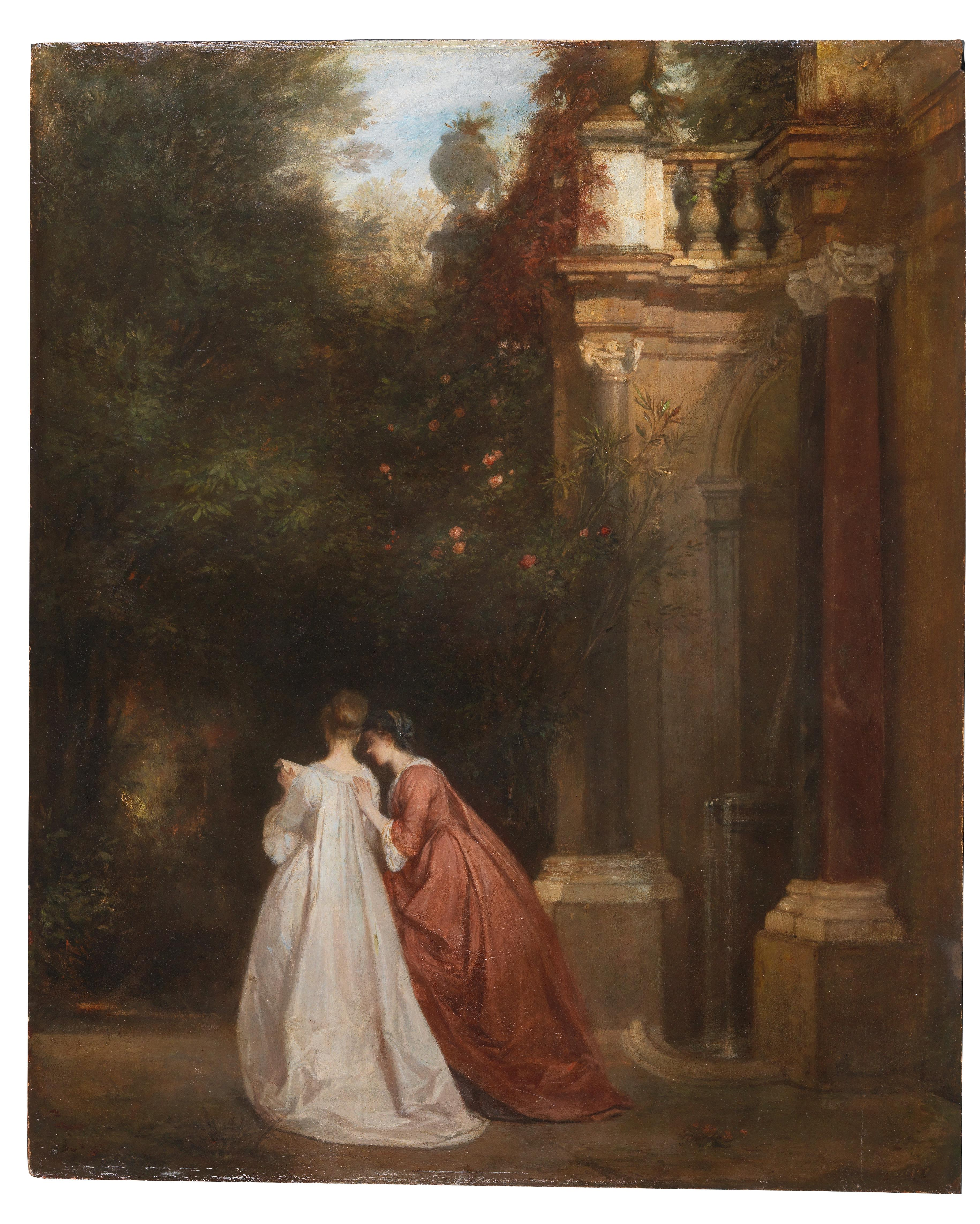
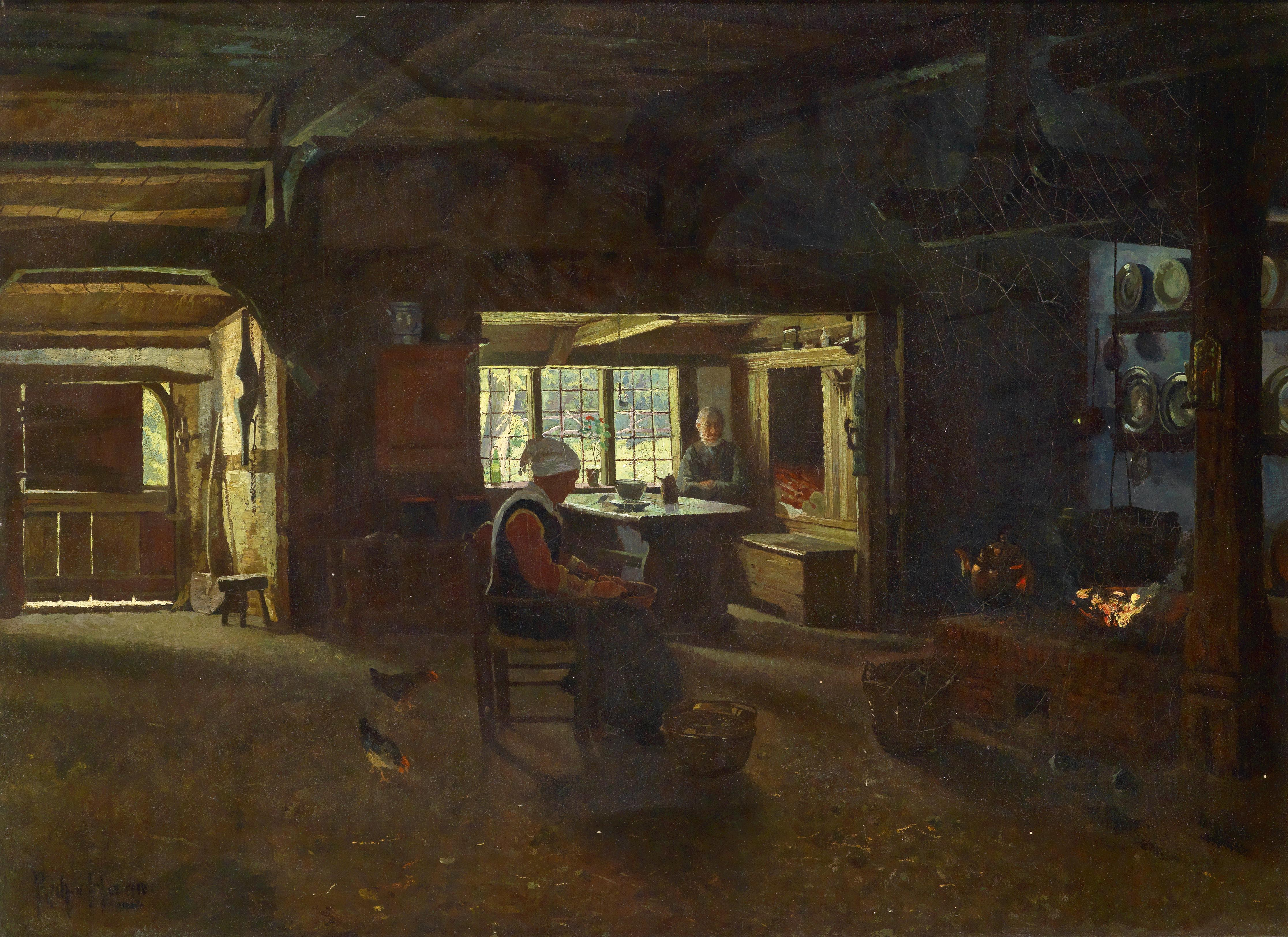
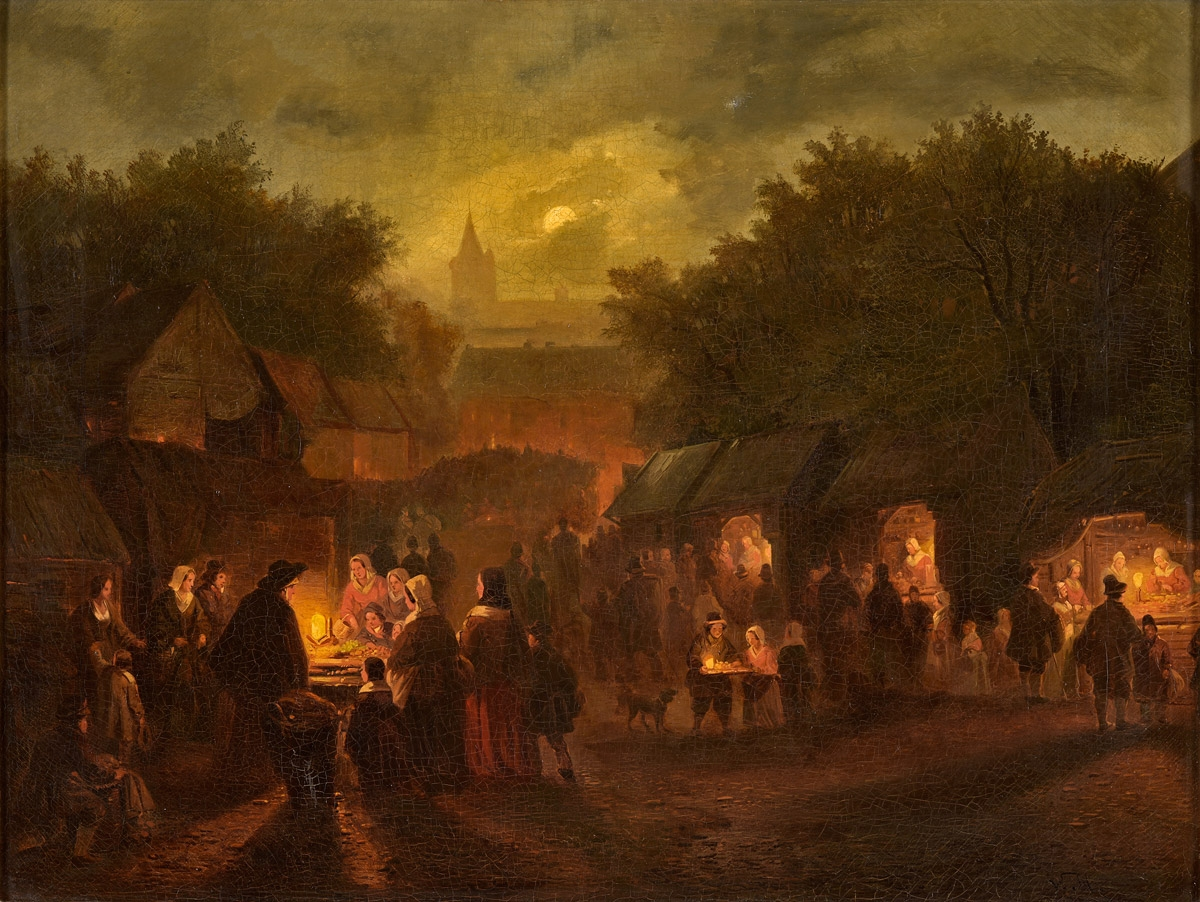
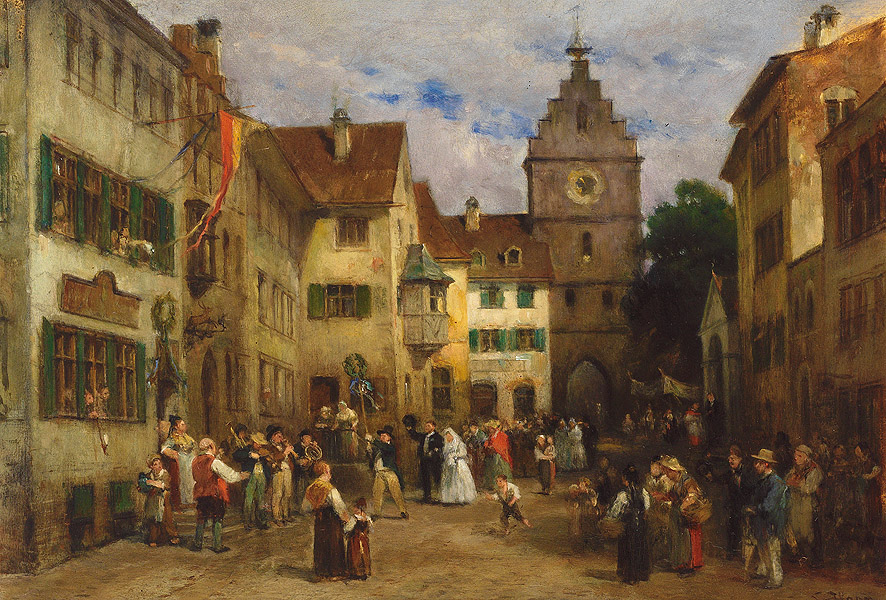